# Bistum Broken Bay
Das Bistum Broken Bay (lateinisch Dioecesis Sinus Tortuosi, englisch Diocese of Broken Bay) ist eine in Australien gelegene Diözese der römisch-katholischen Kirche mit Sitz in Pennant Hills (Sydney). Das Bistum umfasst die Region Broken Bay, nördlich der Innenstadt von Sydney im Bundesstaat New South Wales in Australien.
Die Cathedral of Our Lady of the Rosary befindet sich in Waitara. In St Ives ist die ehemalige Kathedrale Corpus Christi Parish.

## Geschichte
Papst Johannes Paul II. gründete mit der Apostolischen Konstitution Quippe cum aeternam am 8. April 1986 das Bistum aus Gebietsabtretungen des Erzbistums Sydney, dem es auch als Suffragandiözese unterstellt wurde.

## Bischöfe von Broken Bay
- Patrick Laurence Murphy (8. April 1986 – 9. Juli 1996)
- David Louis Walker (9. Juli 1996 – 13. November 2013)
- Peter Comensoli (20. November 2014 – 29. Juni 2018), dann Erzbischof von Melbourne
- Anthony Randazzo (seit 7. Oktober 2019)

## Weblinks

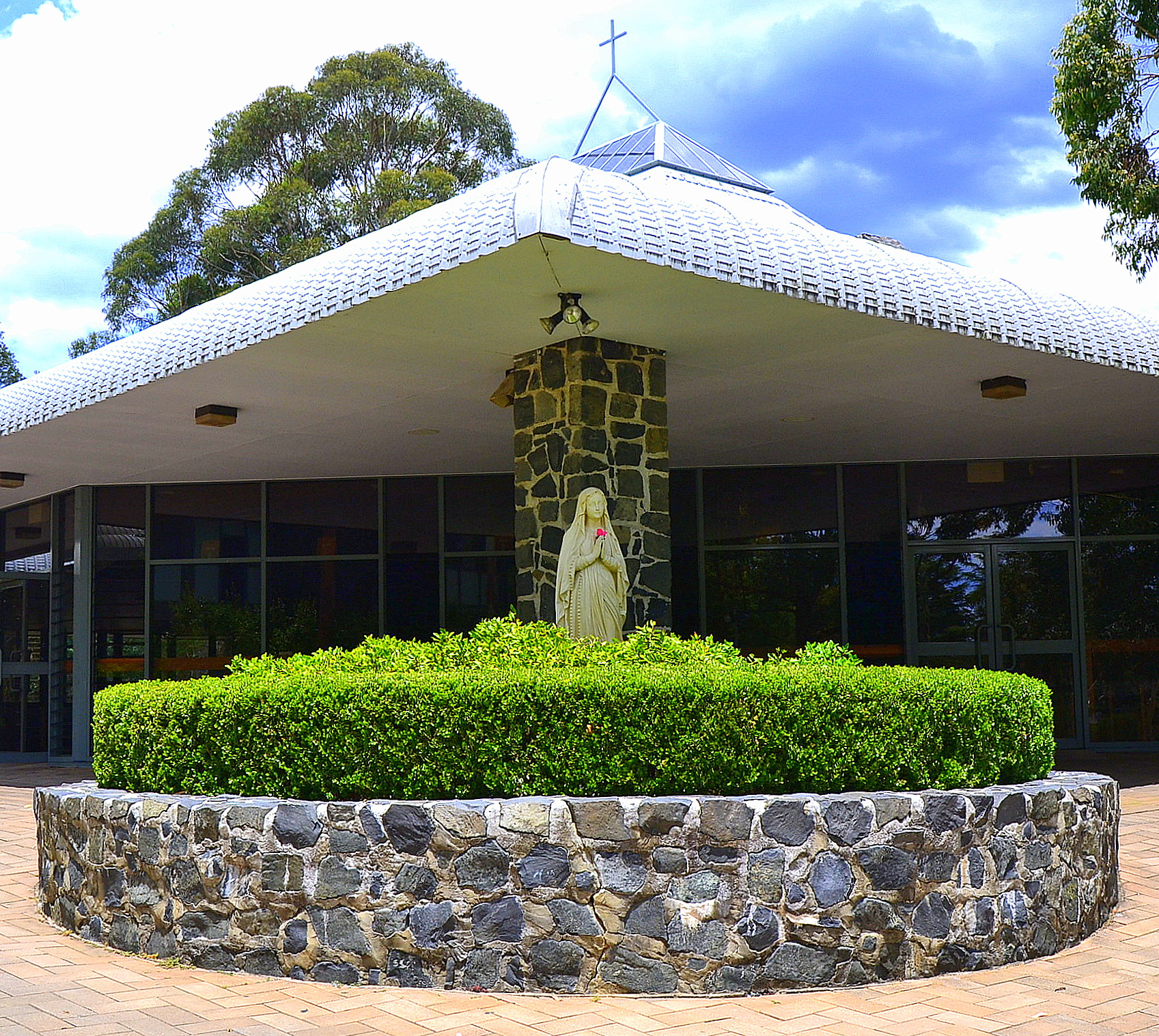
Kathedrale Bistum Broken Bay